# يوليوس شتيرن (ملحن)
يوليوس شتيرن (بالألمانية: Julius Stern)‏ هو معلم موسيقى وملحن ألماني، ولد في 8 أغسطس 1820 في فروتسواف في بولندا، وتوفي في 27 فبراير 1883 في برلين في ألمانيا.

## وصلات خارجية
- يوليوس ستيرن على موقع ميوزك برينز (الإنجليزية)